# Beautiful Jim
Beautiful Jim è un cortometraggio muto del 1914 diretto da Maurice Elvey.

## Produzione
Il film fu prodotto dalla British & Colonial Kinematograph Company.

## Distribuzione
Distribuito dalla Renters, uscì nelle sale cinematografiche britanniche nell'agosto 1914.